# Coyote urbain
Pour les articles homonymes, voir Coyote (homonymie).

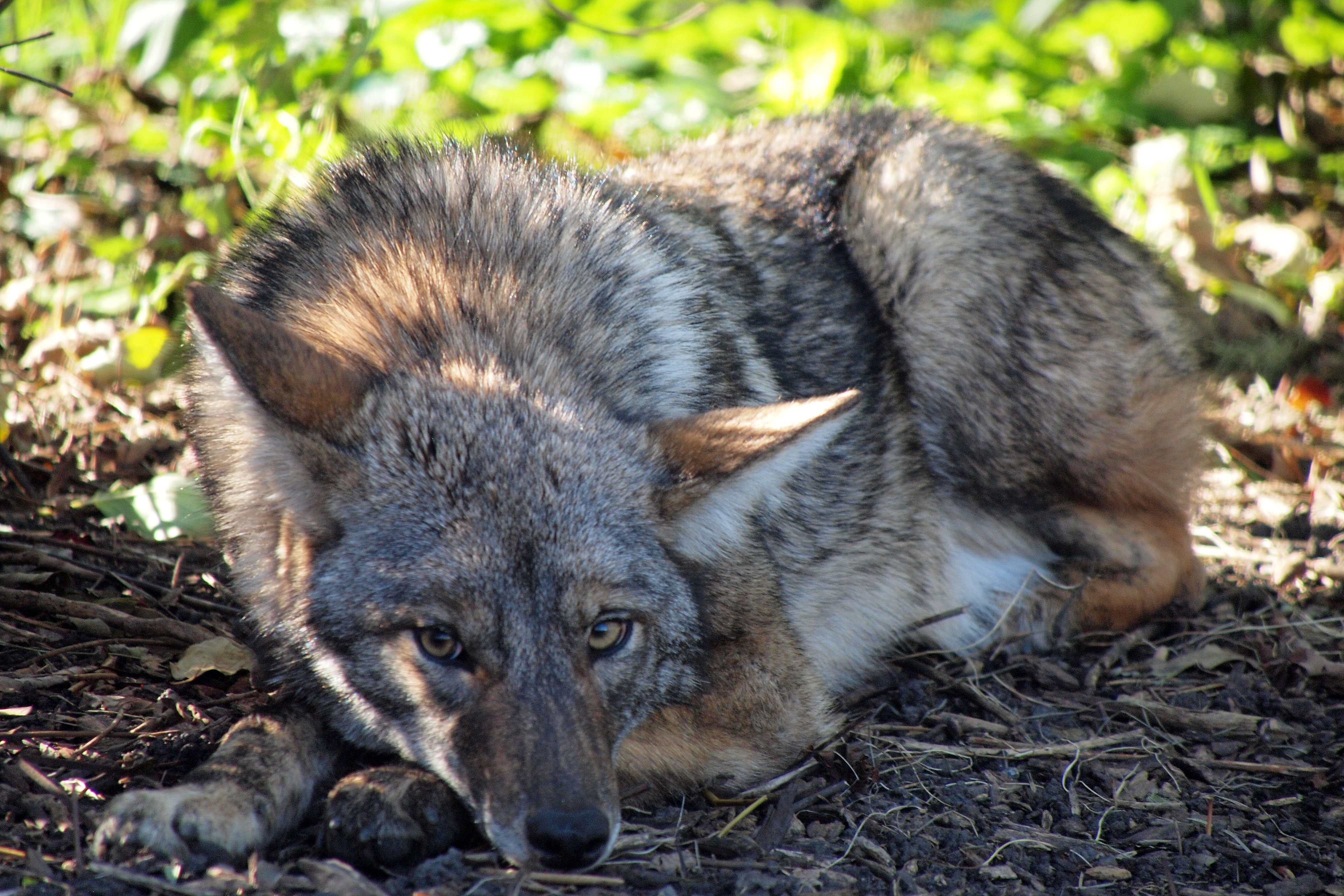
Un coyote au parc Lincoln de Chicago en 2011.

Un coyote urbain, ou coyote des villes, est un coyote qui vit dans les régions métropolitaines d'Amérique du Nord, c'est-à-dire les grandes villes et leurs banlieues. Des populations de coyotes prospèrent dans les banlieues et même dans certaines régions urbaines, en raison de la disponibilité de nourriture et du manque de prédateurs,. Un rapport les décrivait comme « prospères » dans les villes américaines, et un autre publié en 2013 dans The Economist suggérait qu'il y a de plus en plus de coyotes vivant dans les villes et les banlieues.

## Adaptations à l'environnement urbain
Les écologues spécialisés en faune sauvage de l'Université d'État de l'Ohio ont étudié la prise de contrôle du territoire de Chicago par les coyotes sur une période de sept ans (2000-2007) et ont découvert qu'ils se sont bien adaptés à la vie dans des environnements urbains densément peuplés tout en évitant le contact avec les humains. Ils ont découvert que les coyotes urbains ont tendance à vivre plus longtemps que les coyotes des régions rurales, à tuer les rongeurs et les petits animaux de compagnie, et à vivre n'importe où, des parcs aux zones industrielles. Les chercheurs ont estimé qu'il y a jusqu'à vivant dans la région métropolitaine de Chicago et que cette situation pourrait bien s'appliquer à de nombreuses autres régions urbaines en Amérique du Nord. À Washington, dans le parc Rock Creek Park , les coyotes nichent et élèvent leurs jeunes, mangeant les charognes d'animaux tués sur les routes et chassent les rongeurs. « Je ne vois pas cela comme une mauvaise chose pour un parc », avait déclaré le biologiste du Service des parcs nationaux à un journaliste du Smithsonian. « C'est bon pour contrôler les populations animales, comme les écureuils et les souris. ».
Contrairement aux coyotes des régions rurales, ceux des régions urbaines ont une plus longue durée de vie et tendent à vivre dans des densités plus élevées, mais attaquent rarement les humains, selon un rapport. Les animaux sont généralement nocturnes et se nourrissent de lapins, de rats, de bernaches du Canada, de fruits, d'insectes et d'animaux familiers, en particulier les petits chiens et les chats domestiques. Des coyotes vivaient apparemment sous les terraces dans la banlieue de Stamford et, dans certains cas, poursuivaient de gros chiens. Dans toutes les provinces canadiennes, les coyotes peuvent être attirés par la nourriture laissée pour les oiseaux ou se nourrir de chats errants, et ils ont tendance à vivre entre les immeubles d'habitation et dans les parcs industriels des grandes villes, de Vancouver à Saint-Jean de Terre-Neuve. Les coyotes ont tendance à être opportunistes et intelligents, selon un point de vue[source insuffisante]. Une étude menée à Tucson a révélé que les coyotes urbains présentaient des anticorps et des pathogènes semblables à ceux de l'espèce en général, et que leur taux de survie dans la ville était en moyenne de 72 % pour une année donnée. Une étude de 2007 a révélé que les coyotes « réussissaient à s'adapter à un paysage urbanisé » avec des taux de survie élevés et qu'ils se trouvaient souvent « à proximité » des gens.  Les deux études ont laissé entendre que les collisions avec des véhicules motorisés constituaient une cause importante de mortalité chez les coyotes urbains.

## Relations avec les humains

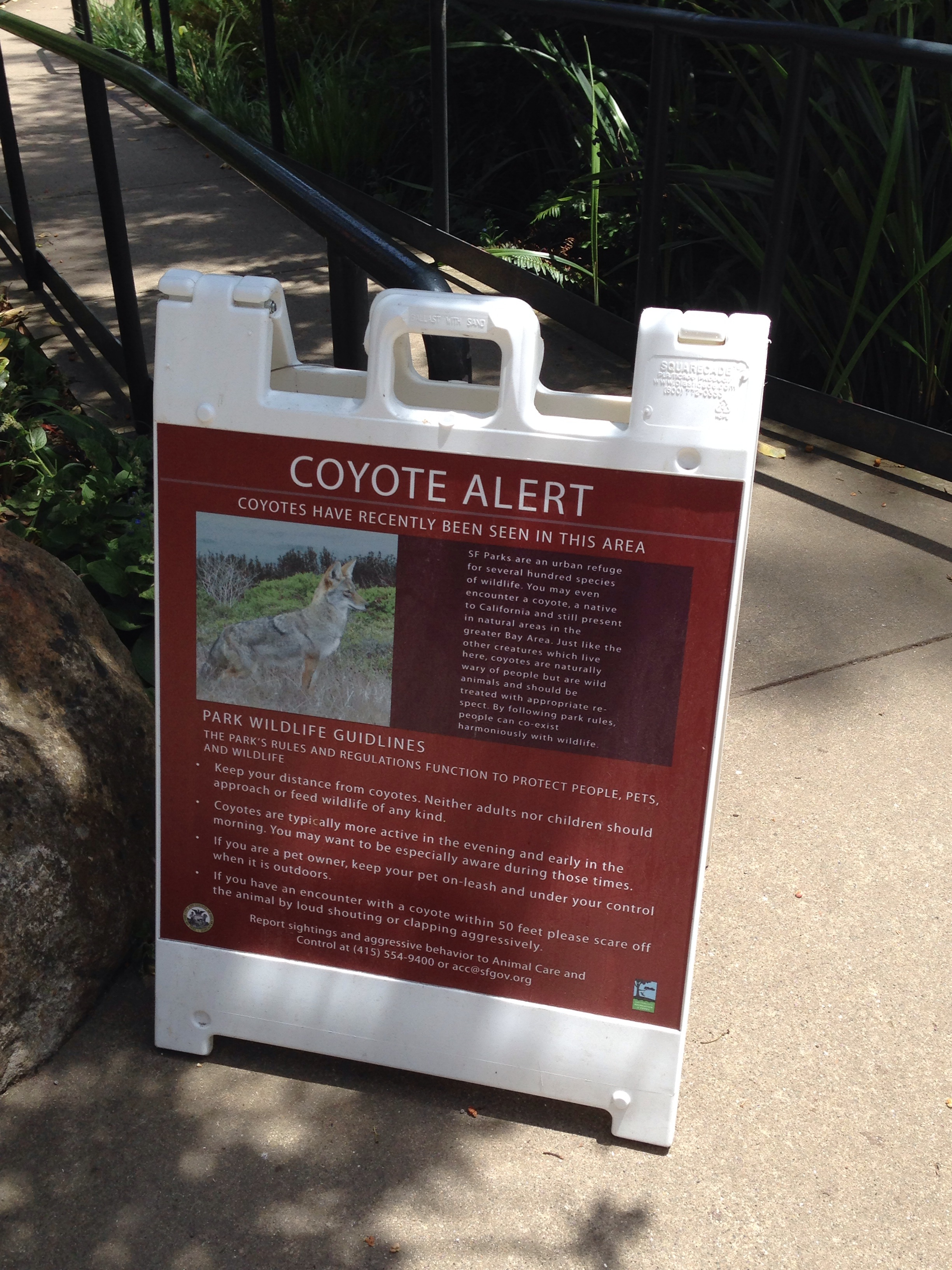
Panneau alertant de la présence du coyote dans le parc du Golden Gate de San Francisco, vers l'été 2014.

Dans un autre témoignage de l'adaptabilité du coyote à son habitat, un individu surnommé « Hal » a atteint Central Park en mars 2006, errant dans le parc pendant au moins deux jours avant d'être capturé par les autorités. Le commissaire des parcs de New York, Adrian Benepe, a fait remarquer que ce coyote devait être très aventureux et curieux pour aller si loin dans la cité. En 2015, on a signalé la présence de coyotes hurlant la nuit dans le même parc. Un incident s'est également produit en avril 2007 dans le district de Loop où un coyote, plus tard surnommé « Adrian » est entré discrètement dans un restaurant Quiznos pendant les heures du déjeuner ; il a ensuite été capturé et relâché dans un centre de réhabilitation de la faune près de Barrington,. En février 2010, jusqu'à trois coyotes ont été aperçus sur le campus de l'Université Columbia et un autre individu a été aperçu à Central Park. Jusqu'à dix coyotes vivent et se reproduisent également dans le parc du Golden Gate de San Francisco.

## Gestion
Un chercheur qui a étudié l'impact des coyotes dans la ville d'Austin, au Texas, a découvert que les techniques de gestion des coyotes en milieu urbain, y compris les mesures pour piéger et enlever les coyotes qui affichaient un comportement audacieux ou agressif, ainsi que les efforts pour éduquer le public sur l'interdiction de nourrir les animaux sauvages, avaient eu un effet positif en réduisant le risque possible d'attaque pour les humains ou les animaux de compagnie.